# Île d’Ogoz
Die Île d’Ogoz ist eine kleine Insel im Greyerzersee im Schweizer Kanton Freiburg.
Die Île d’Ogoz entstand 1948 nach der Fertigstellung der Bogenstaumauer für den Greyerzersee in Rossens im Norden des Stausees. Auf der Insel stehen zwei Burgruinen und eine Kapelle. Die beiden nebeneinander stehenden Türme der Insel Ogoz gehörten mit ihren Annexbauten zu zwei voneinander unabhängigen Burgen. Beide waren Sitz einer geteilten Herrschaft und bestanden jeweils aus einem Turm mit zugehörigem Wohntrakt. Die beiden Türme entstanden im letzten Drittel des 13. Jahrhunderts. Vor dem Bau der Staumauer bildete der Hügel mit den Burgruinen eine Halbinsel im Flusslauf der Saane.
Die Insel erhebt sich 11 Meter über den normalen Wasserstand (677 m ü. M.) des Sees. Bei tiefem Wasserstand (<668 m ü. M.) d. h. vor allem im Frühling, wird die Île d’Ogoz zeitweilig wieder zur Halbinsel, womit man sie zu Fuss erreichen kann. In Pont-en-Ogoz gibt es eine kleine Anlagestelle für Boote, welche die Besucher zur Insel bringen. Die Insel Ogoz bildet ein wichtiges Touristenziel im Kanton Freiburg.
Nach der Insel ist die Region Ogoz im Saanebezirk und im Greyerzbezirk mit den Dörfern Farvagny, Vuisternens-en-Ogoz und Pont-en-Ogoz (Gumefens) benannt.